# McKays sneeuwgors
De McKays sneeuwgors (Plectrophenax hyperboreus) is een zangvogel uit de familie van Calcariidae.

## Verspreiding en leefgebied
Deze soort is endemisch in Alaska.